# Pyeonghwa Motors

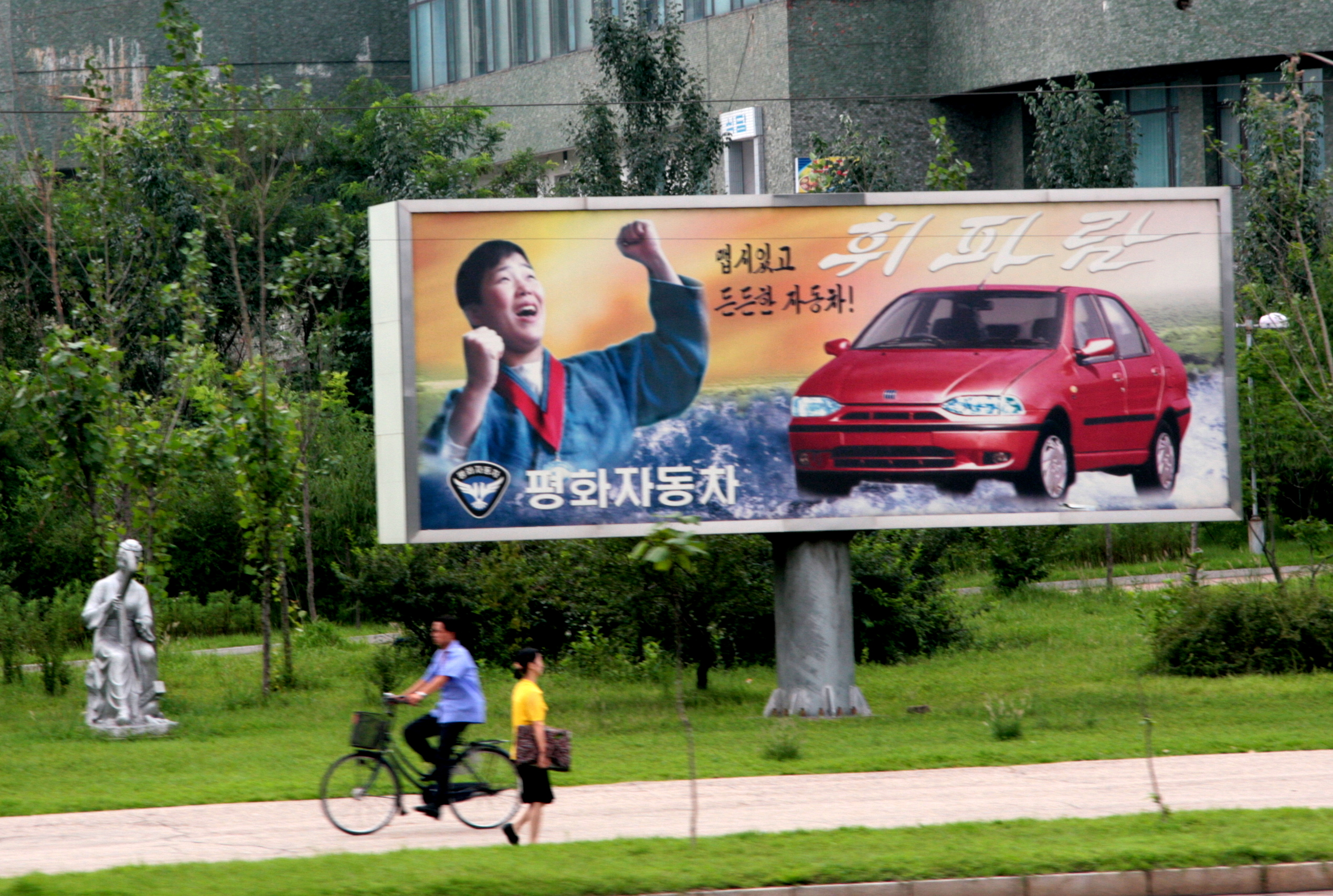
billboard reklamowy Pyeonghwy Hwiparam

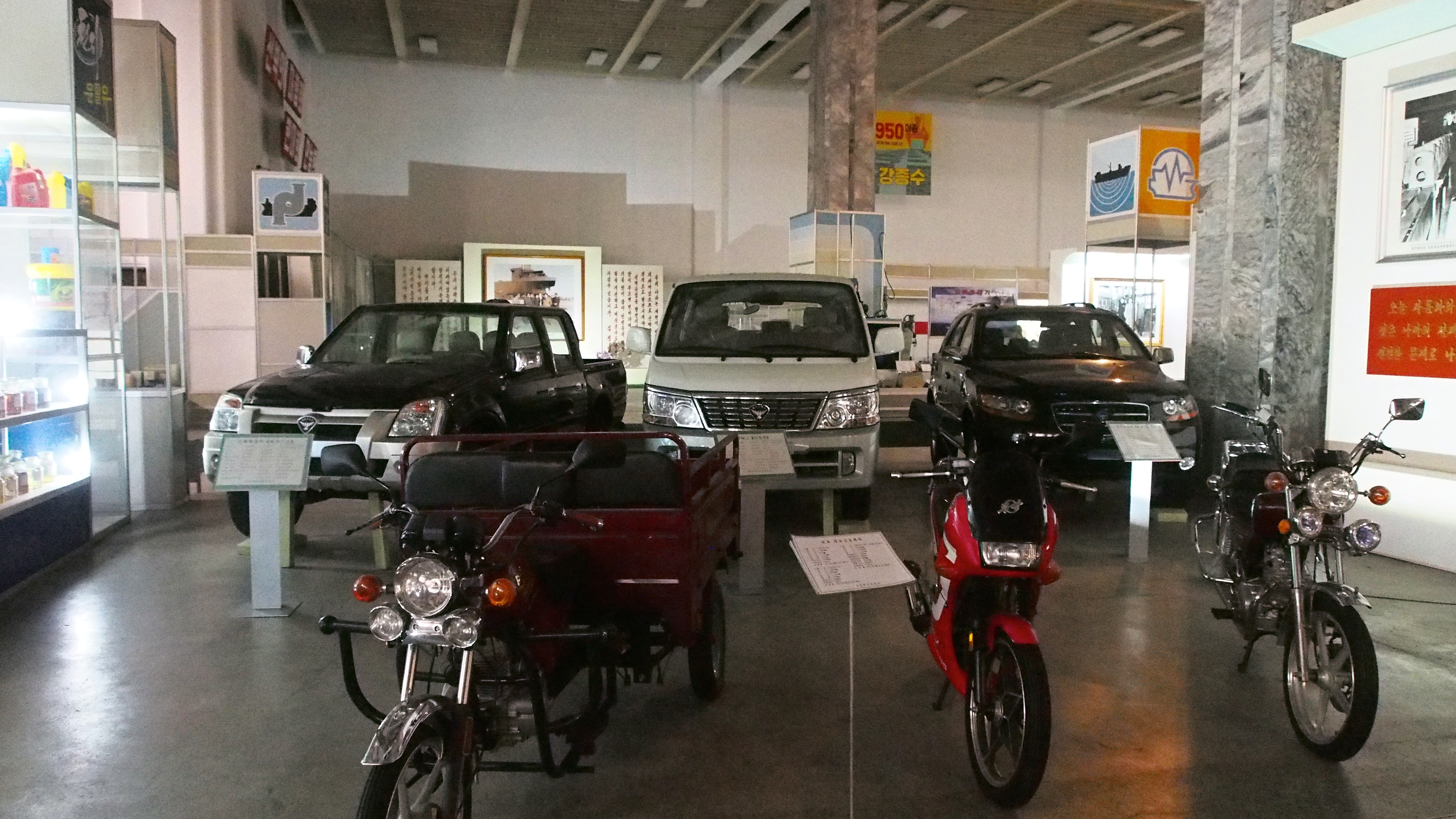
salon sprzedaży Pyeonghwy

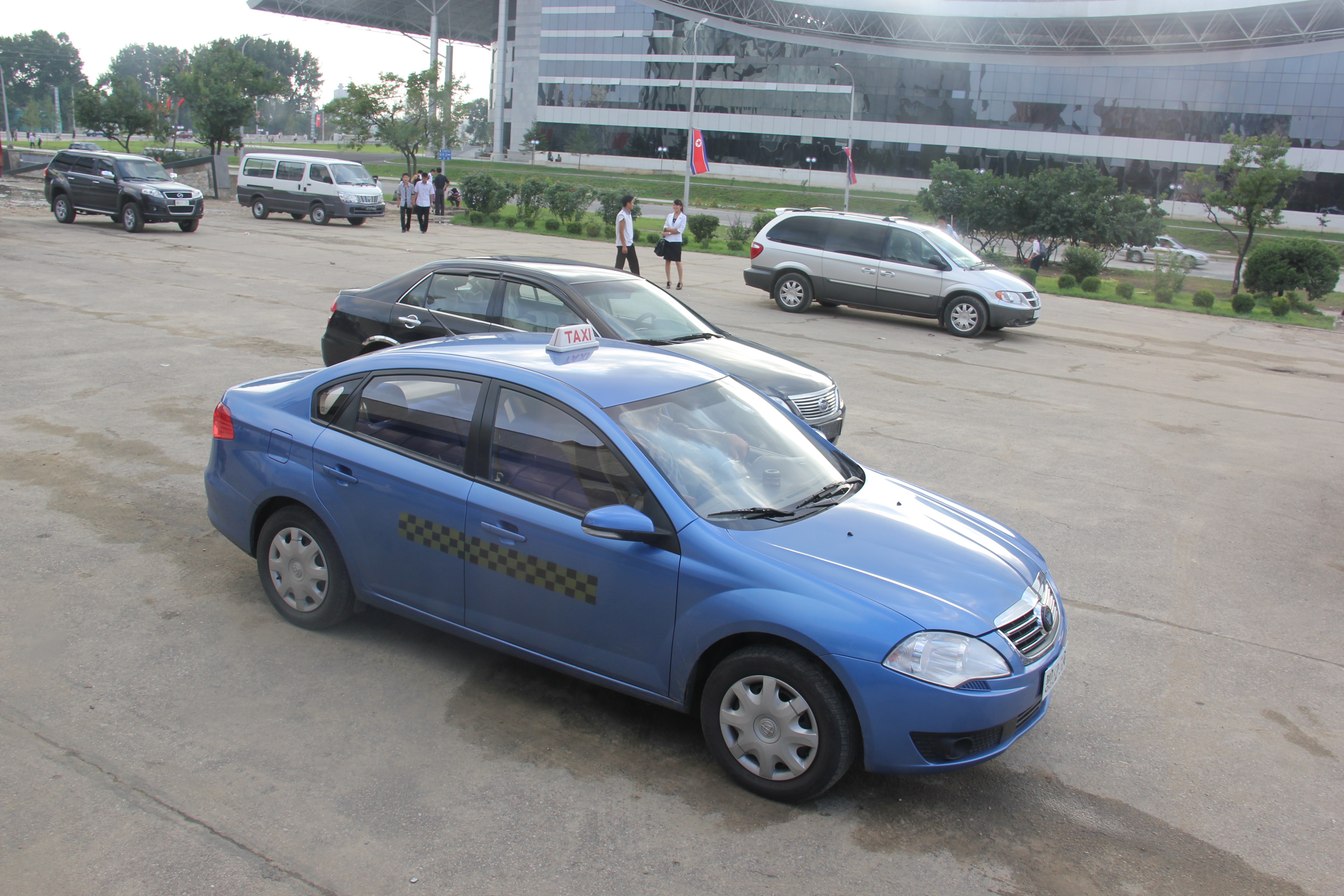
Pyeonghwa Hwiparam III

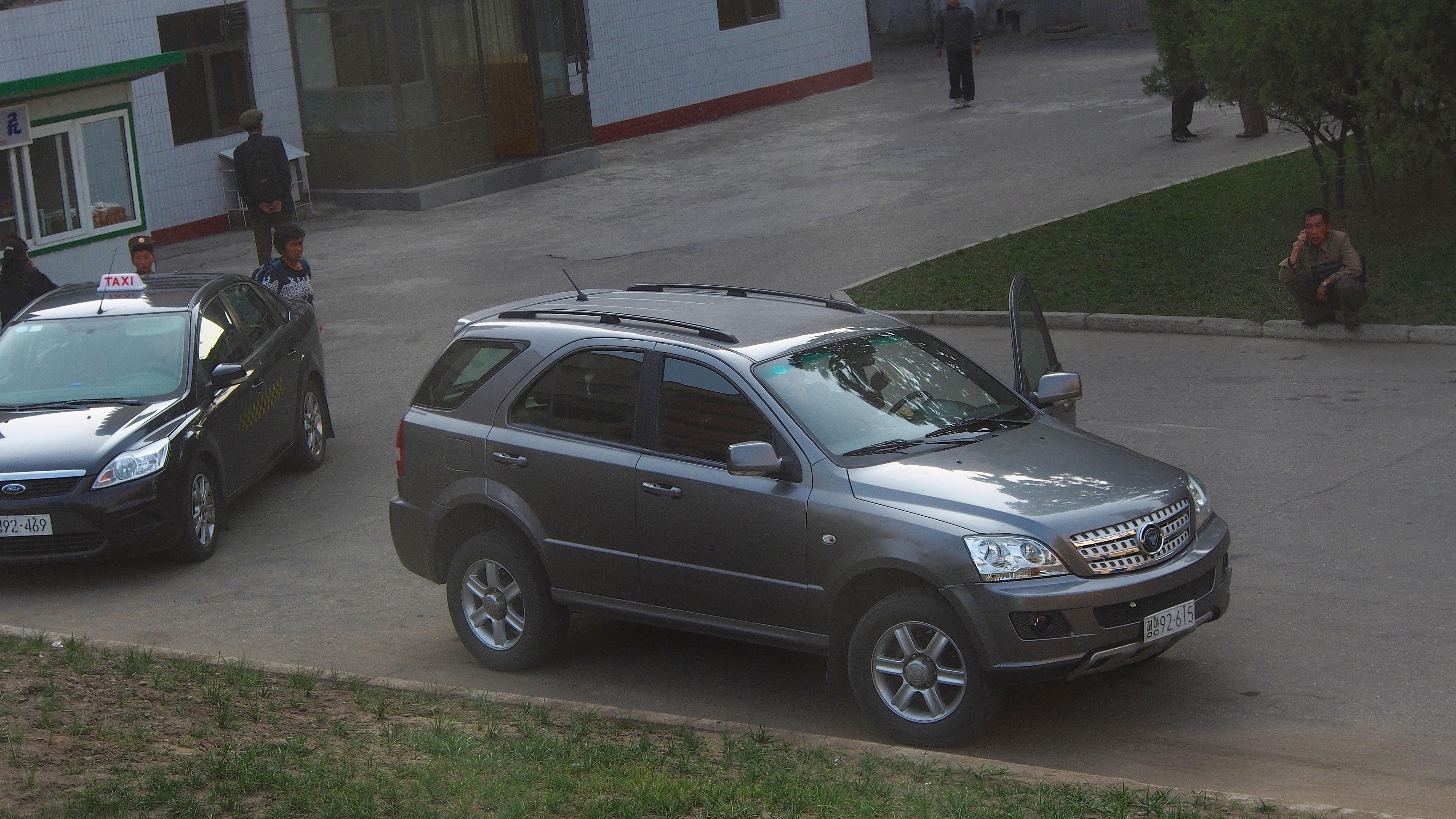
Pyeonghwa Ppeokgugi 4WD

Pyeonghwa Motors – północnokoreański producent samochodów osobowych, SUV-ów i minivanów z siedzibą w Pjongjangu działający od 1999 roku.

## Historia
Przedsiębiorstwo Pyeonghwa Motors zostało założone pod koniec lat 90. XX wieku z inicjatywy północnokoreańskiej, państwowej spółki przemysłu eksportowego Ryonbong oraz południowokoreańskiego Kościoła Zjednoczenia w okresie złagodzenia stosunków obu państw. Inicjatywa powstała w celu promowania zjednoczenia narodu koreańskiego, do czego miała nawiązywać nazwa - pyeonghwa (kor. 평화 , pokój).
Na początku XXI wieku Pyeonghwa kupiła licencję od włoskiego Fiata na rozpoczęcie małoseryjnej, licencyjnej produkcji modeli Siena i Doblò pod nazwami Hwiparam i Ppeokgugi. Produkcja ruszyła w 2002 roku w wybudowanych nakładem 55 milionów dolarów zakładach w mieście Nampo na południowym zachodzie Korei Północnej.
W pierwszej dekadzie XXI wieku Pyeonghwa kontynuowała rozwój swojej oferty modelowej, uzyskując licencję na produkcję także od południowokoreańskiego SsangYonga, a także chińskich producentów takich jak Brilliance czy Huanghai. W kolejnych latach północnokoreański producent uzyskał licencję od kolejnego europejskiego producenta, Volkswagena.
Choć w 2009 roku Pyeonghwa odnotowała pierwszy zysk we wówczas 10-letniej historii, już 3 lata później, w 2012 roku prezes przedsiębiorstwa ogłosił decyzję o zakończeniu działalności Pyeonghwy. Przedsiębiorstwo nie zostało oficjalnie zlikwidowane, jednak od 2012 samochody oferowane pod północnokoreańską marką są importowane z Chin.
Do końca 2011 roku łączna produkcja Pyonghwa Motors, po 11 latach operacji w zakładach w Nampo, wyniosła 1820 sztuk.

### Rola propagandowa
Pyeonghwa Motors to jedyny producent samochodów w historii Korei Północnej, a także jedyne przedsiębiorstwo w kraju, które miało prawo do reklamowania się na billboardach reklamowych w miastach. W mediach pojawiły się zarzuty, że zdecydowano się na taki krok w celach propagandowych, aby stworzyć przekonanie, że odizolowany gospodarczo reżim jest w stanie produkować masowo samochody osobowe.

## Modele samochodów

### Obecnie produkowane

#### Samochody osobowe
- Zunma 1606
- Zunma 2008

#### SUV-y
- Ppeokgugi 4WD
- Ppeokgugi III

#### Samochody dostawcze
- Samchunri

### Historyczne
- Ppeokgugi (2002–2004)
- Hwiparam (2002–2006)
- Ppeokgugi II (2004–2006)
- Zunma (2005–2006)
- Hwiparam II (2007–2010)
- Junma (2007–2010)
- Hwiparam III (2007–2013)